# Santa María de Gracia en la Fornaci fuera de la Puerta Cavalleggeri (título cardenalicio)
Santa María de Gracia en la Fornaci fuera de la Puerta Cavalleggeri[cita requerida] es un título cardenalicio diaconal de la Iglesia Católica. Fue instituido por el papa Juan Pablo II en 1985.

## Titulares
- Duraisamy Simon Lourdusamy (25 de mayo de 1985 - 29 de enero de 1996); título presbiteral pro hac vice (29 de enero de 1996 - 2 de junio de 2014)
- Mario Zenari (19 de noviembre de 2016)